# Elise Skinnehaugen
Elise Skinnehaugen (født 3. juni 1996) er en norsk håndboldspiller, som spiller i Storhamar HE.